# Pterocalla maculata
Pterocalla maculata är en tvåvingeart som beskrevs av Hernandez och Arias 1989. Pterocalla maculata ingår i släktet Pterocalla och familjen fläckflugor. Inga underarter finns listade i Catalogue of Life.